# Blair Bay
Die Blair Bay (chinesisch 太平湾 Taiping Wan, deutsch ‚Bucht des Friedens und der Sicherheit‘) ist eine Bucht an der Ingrid-Christensen-Küste des ostantarktischen Prinzessin-Elisabeth-Lands. Sie liegt westlich der Donovan Promontory auf der Halbinsel Stornes in den Larsemann Hills. Ihre Einfahrt wird im Nordosten durch die Landspitze Longyan Jiao begrenzt.
Das Antarctic Names Committee of Australia benannte sie 1988 nach James Blair (* 1916), leitender Dieselmotormechaniker auf der Mawson-Station im Jahr 1958, der zu der ANARE-Mannschaft gehört hatte, die im Februar 1958 in den Larsemann Hills angelandet war.